# Hemblington
Hemblington – wieś w Anglii, w hrabstwie Norfolk, w dystrykcie Broadland. Leży 13 km na wschód od Norwich i 168 km na północny wschód od Londynu.
Miejscowość liczy 316 mieszkańców.